# Noh Kah
Noh Kah (del maya: Noj Kaaj, "gran ciudad") es una antigua ciudad y sitio arqueológico de la cultura maya ubicada en la selva al sur del estado de Quintana Roo en México. Noh Kah se desarrolló durante el periodo clásico temprano y tardío de la cultura maya, alrededor de los años 200 al 900 d. C. y constituyó un extenso asentamiento urbano prehispánico cercano a la región dominada por la dinastía Kaan de Dzibanché al sur de Quintana Roo.

## Arqueología

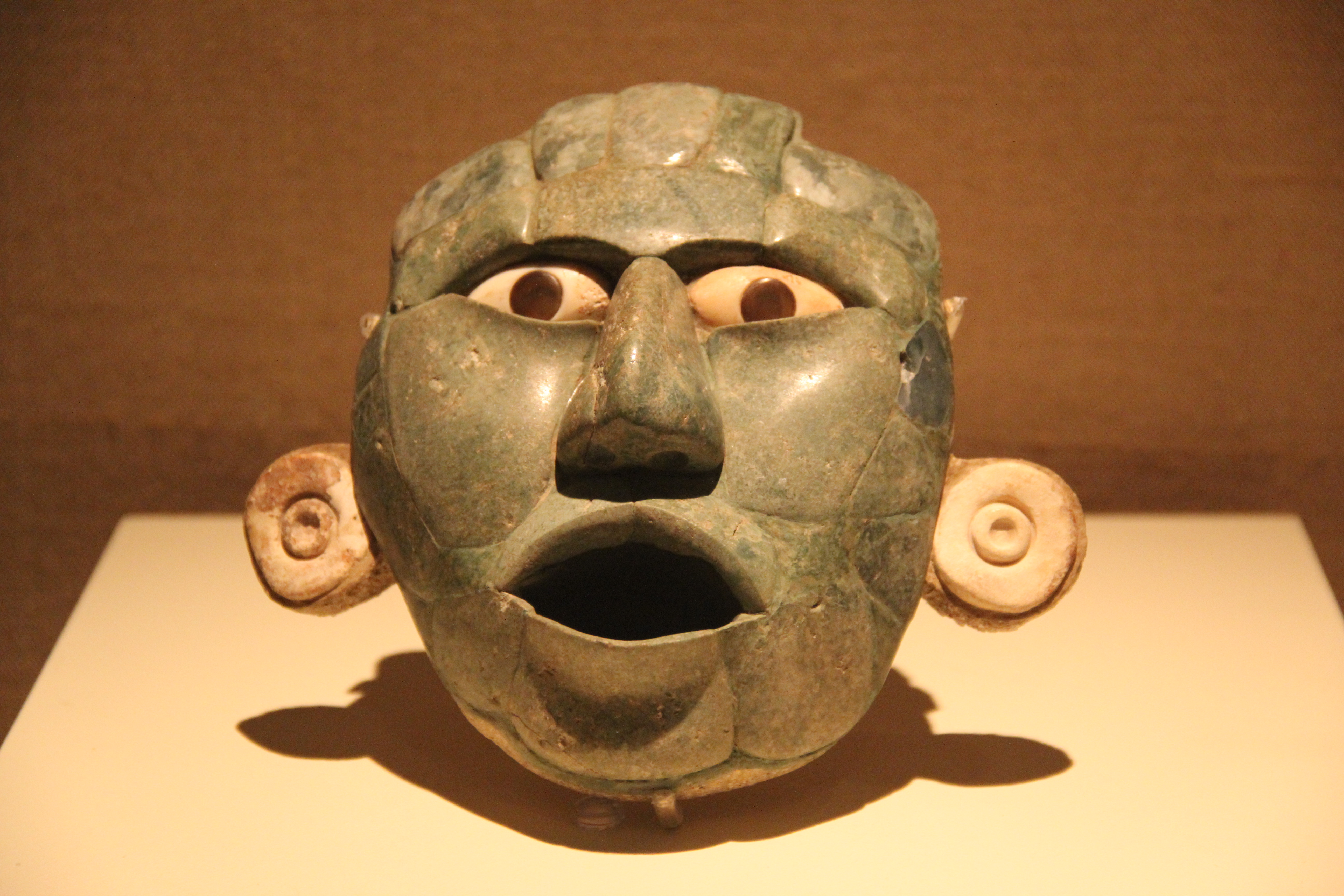
Máscara de jade.

De acuerdo a las investigaciones arqueológicas y topográficas, el área descubierta del sitio de Noh Kah abarca aproximadamente 34 km, aunque la mayor parte de la zona y sus estructuras se encuentran enterradas en la selva se han identificado pirámides, basamentos y templos en alrededor de 6 conjuntos arquitectónicos principales denominados El Corozal, El Pich, El Pocito, El Veinte, Hop Ná y El Paredón, este último considerado el núcleo del asentamiento urbano. Este patrón de asentamiento integrado por varios conjuntos se ha identificado a lo largo de la región maya del sur de Quintana Roo en sitios aledaños como Pol Box, El Resbalón y La Unión, un estilo influenciado por Dzibanché.
El Paredón incluye un muro de piedra de 30 metros de largo con forma cuadrangular cuya construcción se estima entre los años 200 al 600 d. C., fue la primera estructura en ser descubierta en el sitio.